# بيتر بيليجريني
بيتر بيليجريني (بالسلوفاكية: Peter Pellegrini)‏ هو سياسي سلوفاكي، ولد في 6 أكتوبر 1975 في بانسكا بيستريتسا في سلوفاكيا. نشط حزبياً في الاتجاه - الديمقراطية الاجتماعية ‏. وقد انتخب رئيس وزراء سلوفاكيا ‏ (22 مارس 2018 – ) وانتخب عضو المجلس الوطني في سلوفاكيا، وفي 15 يونيو 2024 أنتخب رئيساً لسلوفاكيا.

## روابط خارجية
- بيتر بيليجريني على موقع IMDb (الإنجليزية)
- بيتر بيليجريني على موقع مونزينجر (الألمانية)
- بيتر بيليجريني على موقع قاعدة بيانات الفيلم (الإنجليزية)